# Гереварден
Гереварден (нід. Heerewaarden) — село в нідерландській провінції Гелдерланд. Входить до муніципалітету Масдріл.
Його площа становить 5,92км², а населення станом на 2021 рік складало 1 185 осіб.
Перша згадка про населений пункт датується 997-им роком. До 1821 року мало статус окремого муніципалітету.

## Галерея

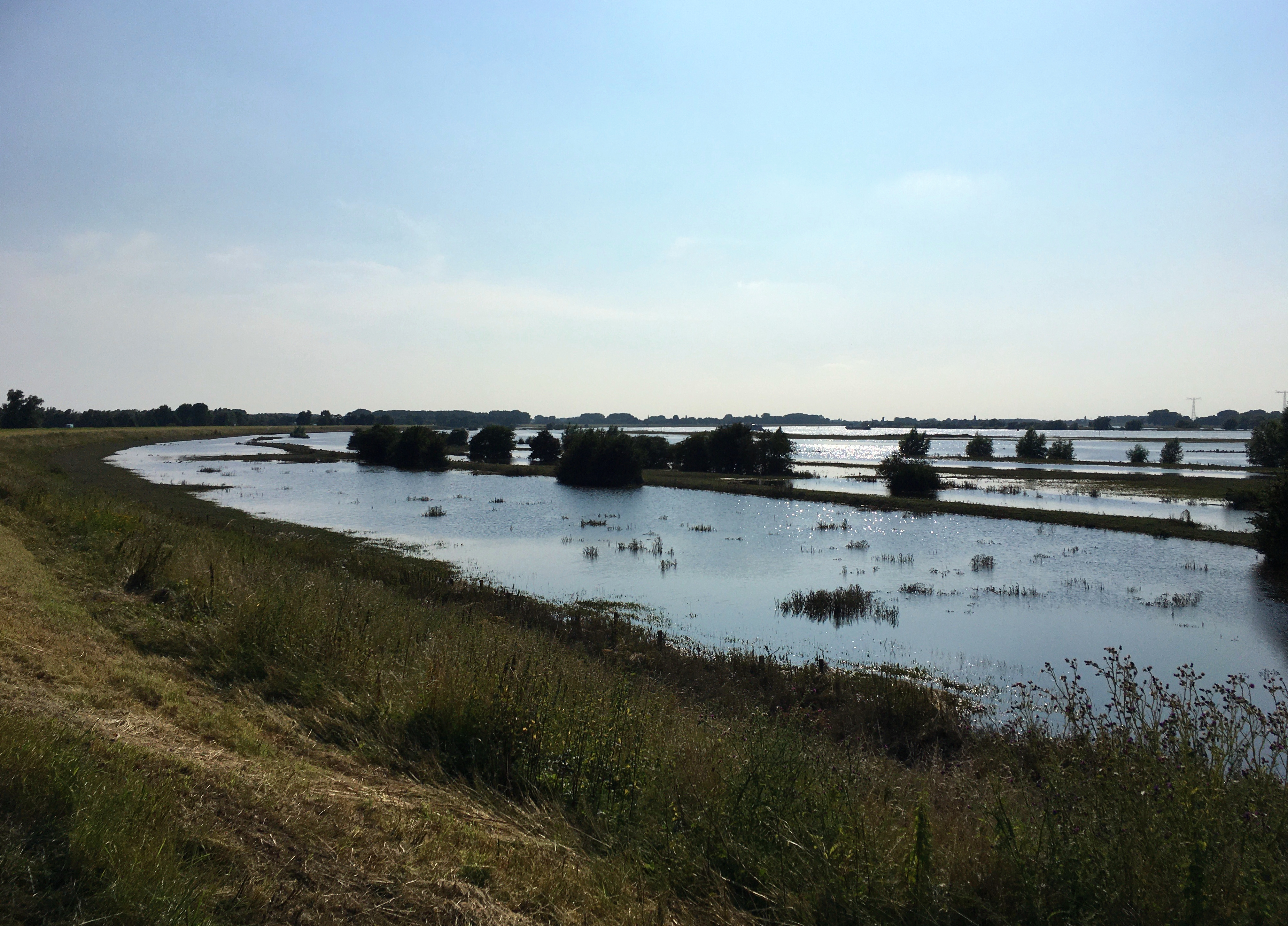
Повінь у Геревардені
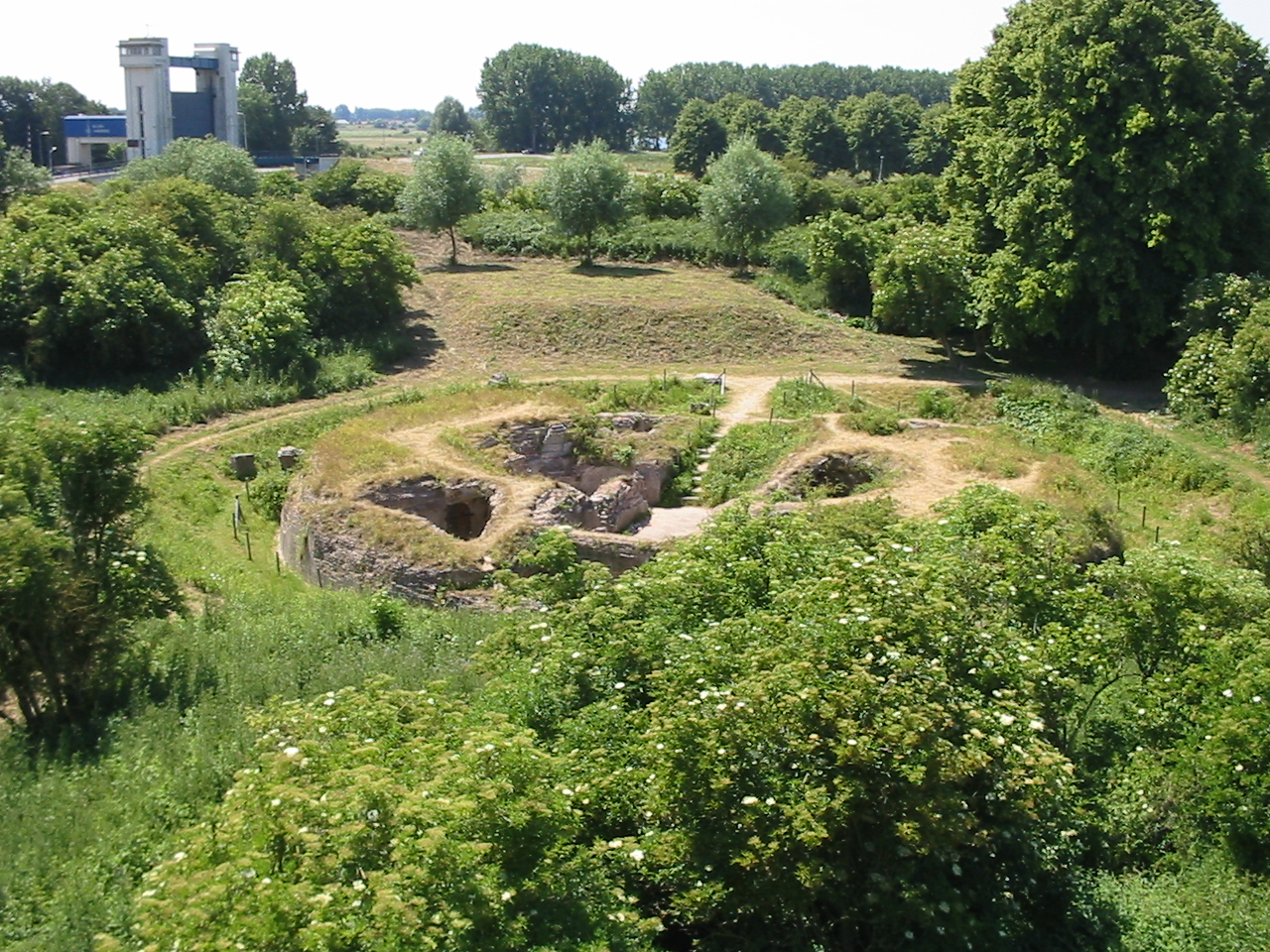
Залишки форту